# Bournezeau
 Bournezeau  es una población y comuna francesa, en la región de Países del Loira, departamento de Vendée, en el distrito de La Roche-sur-Yon y cantón de Chantonnay.

## Demografía
| 2365 | 2301 | 2172 | 2168 | 2336 | 2439 |
| Para los censos de 1962 a 1999 la población legal corresponde a la población sin duplicidades (Fuente: INSEE [Consultar]) |      |      |      |      |      |